# Ivan Lakićević
Ivan Lakićević (in serbo Иван Лакићевић?; Belgrado, 27 luglio 1993) è un calciatore serbo, difensore del Novi Pazar.

## Caratteristiche tecniche
È un terzino destro. In patria ha giocato prevalentemente nella difesa a quattro, mentre a seguito del trasferimento al Genoa è stato schierato come quinto di centrocampo a destra nel 3-5-2.

## Carriera
Comincia a giocare nel Donji Srem, per poi trasferirsi al Vojvodina nel 2015 con cui debutta il 19 luglio dello stesso anno in una partita di campionato contro il Čukarički. Dopo quattro stagioni da titolare a Novi Sad l'8 giugno 2018 il Genoa deposita il suo contratto presso la Lega Serie A, con un trasferimento a parametro zero in quanto svincolato. Con i rossoblu tuttavia non esordisce mai, e il 24 luglio 2019 viene ceduto in prestito al Venezia.
Terminato il prestito fa ritorno al Genoa, dove non trova mai spazio, ragione per cui il 5 gennaio 2021 risolve il suo contratto con la società genovese.
Il 19 gennaio 2021 viene ingaggiato dalla Reggina, con cui firma un contratto valido sino al 2022.

## Statistiche

### Presenze e reti nei club
Statistiche aggiornate al 13 luglio 2022
| Stagione          | Squadra           | Campionato        | Campionato | Campionato | Coppe nazionali | Coppe nazionali | Coppe nazionali | Coppe continentali | Coppe continentali | Coppe continentali | Altre coppe | Altre coppe | Altre coppe | Totale | Totale |
| Stagione          | Squadra           | Comp              | Pres       | Reti       | Comp            | Pres            | Reti            | Comp               | Pres               | Reti               | Comp        | Pres        | Reti        | Pres   | Reti   |
| ----------------- | ----------------- | ----------------- | ---------- | ---------- | --------------- | --------------- | --------------- | ------------------ | ------------------ | ------------------ | ----------- | ----------- | ----------- | ------ | ------ |
| 2011-2012         | Donji Srem        | PL                | 23         | 0          | KS              | 1               | 0               | -                  | -                  | -                  | -           | -           | -           | 24     | 0      |
| 2012-2013         | Donji Srem        | SL                | 9          | 0          | KS              | 0               | 0               | -                  | -                  | -                  | -           | -           | -           | 9      | 0      |
| 2013-2014         | Donji Srem        | SL                | 24         | 0          | KS              | 2               | 0               | -                  | -                  | -                  | -           | -           | -           | 26     | 0      |
| 2014-2015         | Donji Srem        | SL                | 29         | 2          | KS              | 1               | 0               | -                  | -                  | -                  | -           | -           | -           | 30     | 2      |
| Totale Donji Srem | Totale Donji Srem | Totale Donji Srem | 85         | 2          |                 | 4               | 0               |                    | -                  | -                  |             | -           | -           | 89     | 2      |
| 2015-2016         | Vojvodina         | SL                | 22         | 0          | KS              | 1               | 0               | UEL                | 2                  | 0                  | -           | -           | -           | 25     | 0      |
| 2016-2017         | Vojvodina         | SL                | 33         | 0          | KS              | 5               | 0               | UEL                | 2                  | 0                  | -           | -           | -           | 40     | 0      |
| 2017-2018         | Vojvodina         | SL                | 32         | 0          | KS              | 3               | 0               | UEL                | 2                  | 0                  | -           | -           | -           | 37     | 0      |
| Totale Vojvodina  | Totale Vojvodina  | Totale Vojvodina  | 87         | 0          |                 | 9               | 0               |                    | 6                  | 0                  |             | -           | -           | 102    | 0      |
| 2018-2019         | Genoa             | A                 | 0          | 0          | CI              | 0               | 0               | -                  | -                  | -                  | -           | -           | -           | 0      | 0      |
| 2019-2020         | Venezia           | B                 | 18         | 0          | CI              | 0               | 0               | -                  | -                  | -                  | -           | -           | -           | 18     | 0      |
| 2020-gen. 2021    | Genoa             | A                 | 0          | 0          | CI              | 0               | 0               | -                  | -                  | -                  | -           | -           | -           | 0      | 0      |
| gen.-giu. 2021    | Reggina           | B                 | 11         | 0          | CI              | -               | -               | -                  | -                  | -                  | -           | -           | -           | 11     | 0      |
| 2021-2022         | Reggina           | B                 | 19         | 0          | CI              | 1               | 0               | -                  | -                  | -                  | -           | -           | -           | 20     | 0      |
| Totale Reggina    | Totale Reggina    | Totale Reggina    | 30         | 0          |                 | 1               | 0               |                    | -                  | -                  |             | -           | -           | 31     | 0      |
| Totale carriera   | Totale carriera   | Totale carriera   | 220        | 2          |                 | 14              | 0               |                    | 6                  | 0                  |             | -           | -           | 240    | 2      |